# Heiliggeistkirche (Niederwürzbach)

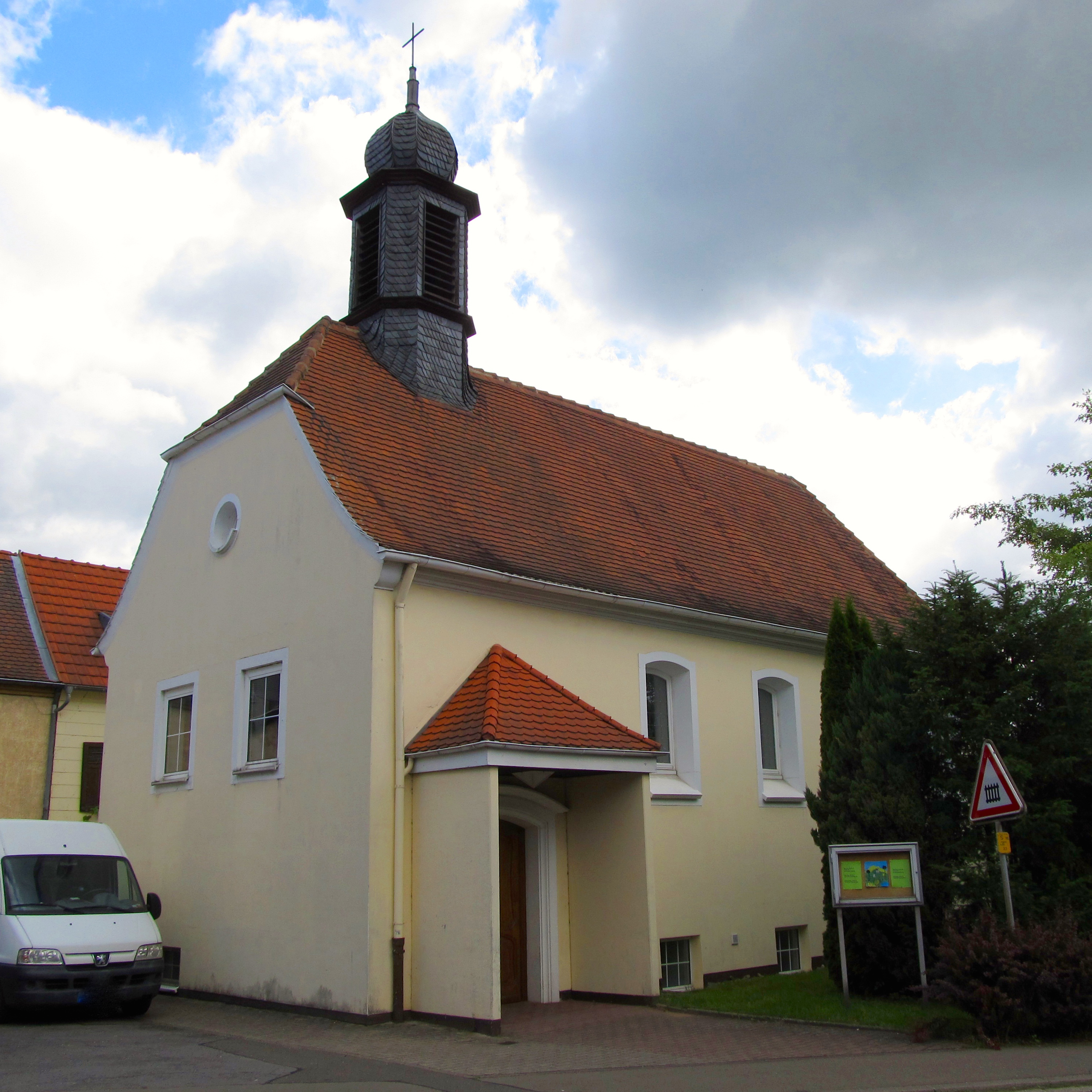
Heiliggeistkirche

Die Heiliggeistkirche, ehemals Hubertuskapelle/Hubertuskirche, ist eine protestantische Pfarrkirche im Blieskasteler Ortsteil Niederwürzbach. Sie steht als Einzeldenkmal unter Denkmalschutz.

## Geschichte
Seit 1733 war Niederwürzbach eine Filiale der katholischen Pfarrei Lautzkirchen. Nachdem die Einwohnerzahl im 17. und 18. Jahrhundert stark gestiegen war, wurde der Wunsch nach einem eigenen Gotteshaus laut. Zwischen 1738 und 1742 wurde daher eine kleine Kirche erbaut. Die Arbeiten stockten allerdings schon früh, da der kleinen Gemeinde die Mittel ausgingen. Man bat Reichsgraf Friedrich Ferdinand von der Leyen um Hilfe, und im April 1739 erlaubte der Landesherr einen außerordentlichen Holzschlag zur Beschaffung der nötigen Gelder. Der Zweibrücker Glockengießer George Gachot goss die Kirchenglocke, der Bildhauer Johann Martersteck schnitzte 1750 ein Hubertus-Relief. Die Kirche wurde dem hl. Hubertus geweiht.
1793 wurde die Kapelle in den Wirren der französischen Revolution teilweise zerstört und geplündert, aber schon bald wieder renoviert. Bei den Plünderungen war wohl auch die alte Glocke gestohlen worden, denn im April 1822 erhielt die Kirchengemeinde eine neue Glocke, gegossen von Peter Lindenmann in Zweibrücken. 1890 musste die Glocke durch den Glockengießer Hamm in Frankenthal umgegossen werden, weil sie gesprungen war. 1891 schenkte der Kirchenrat die Glocke der politischen Gemeinde, um damit das Polizei-, Schul- und Feuergeläut und das Sterbe- und Begräbnisgeläut für Andersgläubige zu besorgen.
1865 wurde Niederwürzbach eine selbständige Pfarrei. Aufgrund der weiter gestiegenen Einwohnerzahl war die Hubertuskapelle inzwischen zu klein geworden, und 1880/81 erbaute man die Hubertuskirche. Die Kapelle wurde an die politische Gemeinde Niederwürzbach veräußert. Das Einziehen einer Zwischendecke machte das Gebäude zweigeschossig und schaffte Platz für das Bürgermeisteramt und ein Spritzenhaus. 1935 siedelte das Bürgermeisteramt um. Im Obergeschoss zog nun die Nationalsozialistische Volkswohlfahrt ein, außerdem wurde ein Versammlungsraum für die NSDAP eingerichtet. Den Zweiten Weltkrieg überstand das Gebäude nahezu unbeschadet. Nach dem Ende des Krieges wurde die Kirche im unteren Stockwerk von der Feuerwehr genutzt, der erste Stock diente als Wohnraum.
1952 erwarb die evangelische Kirchengemeinde Hassel das ehemalige Gotteshaus. Im Anschluss wurde das Gebäude entkernt und vom St. Ingberter Architekten Otto Reul umgebaut. Man baute ein Treppenhaus ein und riss einen Anbau ab. Die kleine Nische auf der Nordseite diente der Aufnahme eines Kruzifixes, das Dach erhielt einen barocken Dachreiter, und bei der Freilegung des Fundaments wurden Fundamentreste eines älteren Baus entdeckt. Am 31. Juli 1955 erfolgte die Einweihung der Heiliggeistkirche. 1997 wurde das Gebäude umfassend saniert und die Unterkirche zu einem Versammlungsraum ausgebaut.

## Architektur
Die ursprüngliche Kirche war ein einfacher Barockbau mit Satteldach und dreiseitigem Chor. Auf dem Dach saß ein quadratischer Dachreiter mit Glockenstuhl. Man betrat den hochgelegenen Kirchensaal über eine äußere Treppe auf der Südseite. Lange befand sich auf der Westseite ein großes Tor für das Spritzenhaus – dieses wurde später zugemauert, der überdachte Treppenaufgang entfernt. Heute sitzt das Zugangsportal mit einfachem Portikus auf der Südwestseite des Gebäudes. Die Längsseiten verfügen über je vier Fensterachsen mit Segmentbögen. Die westliche Giebelseite besitzt zwei einfachere Fenster und einen Oculus im Giebel. Der dreiseitige Chor blieb erhalten. Das Dach wurde durch ein Walmdach ersetzt und trägt einen oktogonalen geschieferten Dachreiter mit barocker Haube.

## Ausstattung
Altar und Kanzel sind mit roten Mosaiksteinen verkleidet. Das im Chorraum angebrachte Altarmosaik mit christlichen Symbolen wurde von Fritz Berberich aus Sulzbach geschaffen. Die Saaldecke ist zu den Wänden hin mit einer profilierten Hohlkehle abgestuft.

## Orgel
Die störanfällige Elektronikorgel wurde 1995 durch eine Pfeifenorgel ersetzt. Diese war 1966 von der Orgelbauwerkstatt Führer für die Evangelische Kirche in Wremen bei Bremerhaven erbaut worden. Sie besitzt mechanische Schleifladen, und ihre Disposition lautet wie folgt:
| Manual C–g3 |       |
| Gedeckt     | 8′    |
| Rohrflöte   | 4′    |
| Praestant   | 2′    |
| Nasat       | 1 ⁄3′ |
| Scharff III |       |

| Pedal C–f1 |
| angehängt  |